# أييوس لوكاس (إففويا)
أييوس لوكاس (باليونانية: Άγιος Λουκάς)‏ هي مدينة في إففويا في مقاطعة كينتريكي إلادا في اليونان.
يبلغ عدد سكانها حوالي 872 نسمة.